# تود غريفين
تود غريفين (بالإنجليزية: Todd Griffin)‏ هو ملحن ومغن مؤلف أمريكي، ولد في القرن العشرين.

## وصلات خارجية
- تود غريفين على موقع ميوزك برينز (الإنجليزية)
- تود غريفين على موقع ديسكوغز (الإنجليزية)